# Nordthailand

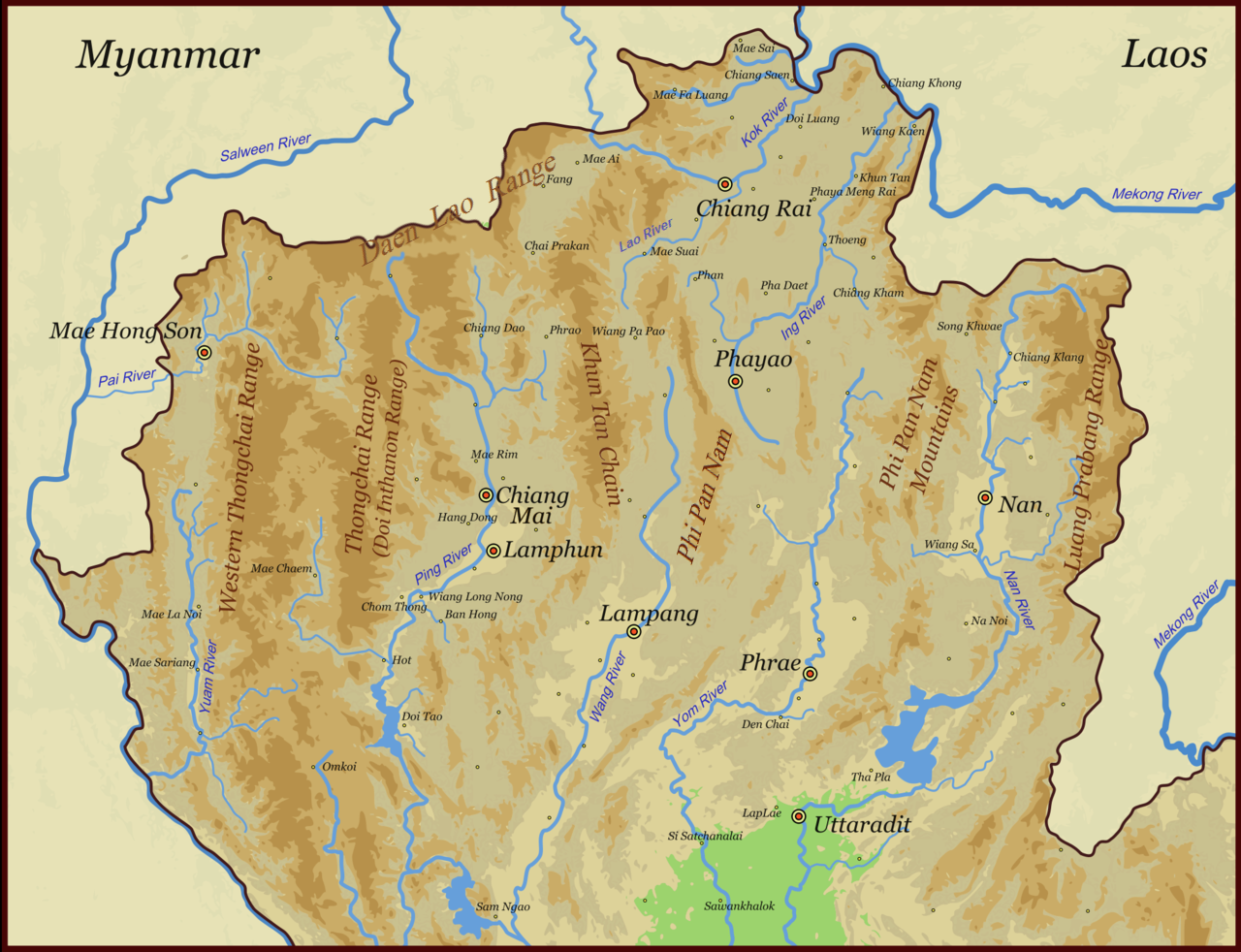
Übersichtskarte Nordthailand

Nordthailand (Thai: ภาคเหนือ, Aussprache: [pʰâːk nɯ̌a]) ist eine der Regionen in Thailand, die zu geographischen und statistischen Zwecken definiert wurden, die aber keine politische Bedeutung haben. Nordthailand ist auch ein eigener Kulturraum.
Die Nordregion im engeren Sinne, nach dem Sechs-Regionen-Modell des Nationalen Geographischen Ausschusses, umfasst die neun Provinzen (Changwat) des Thailändischen Hochlands. Nach dem Vier-Regionen-System, wie es in bestimmten statistischen und verwaltungstechnischen Zusammenhängen verwendet wird, beinhaltet ein erweitertes Nordthailand insgesamt 17 Provinzen. Kulturelles und wirtschaftliches Zentrum der Region ist Chiang Mai.

## Geographie

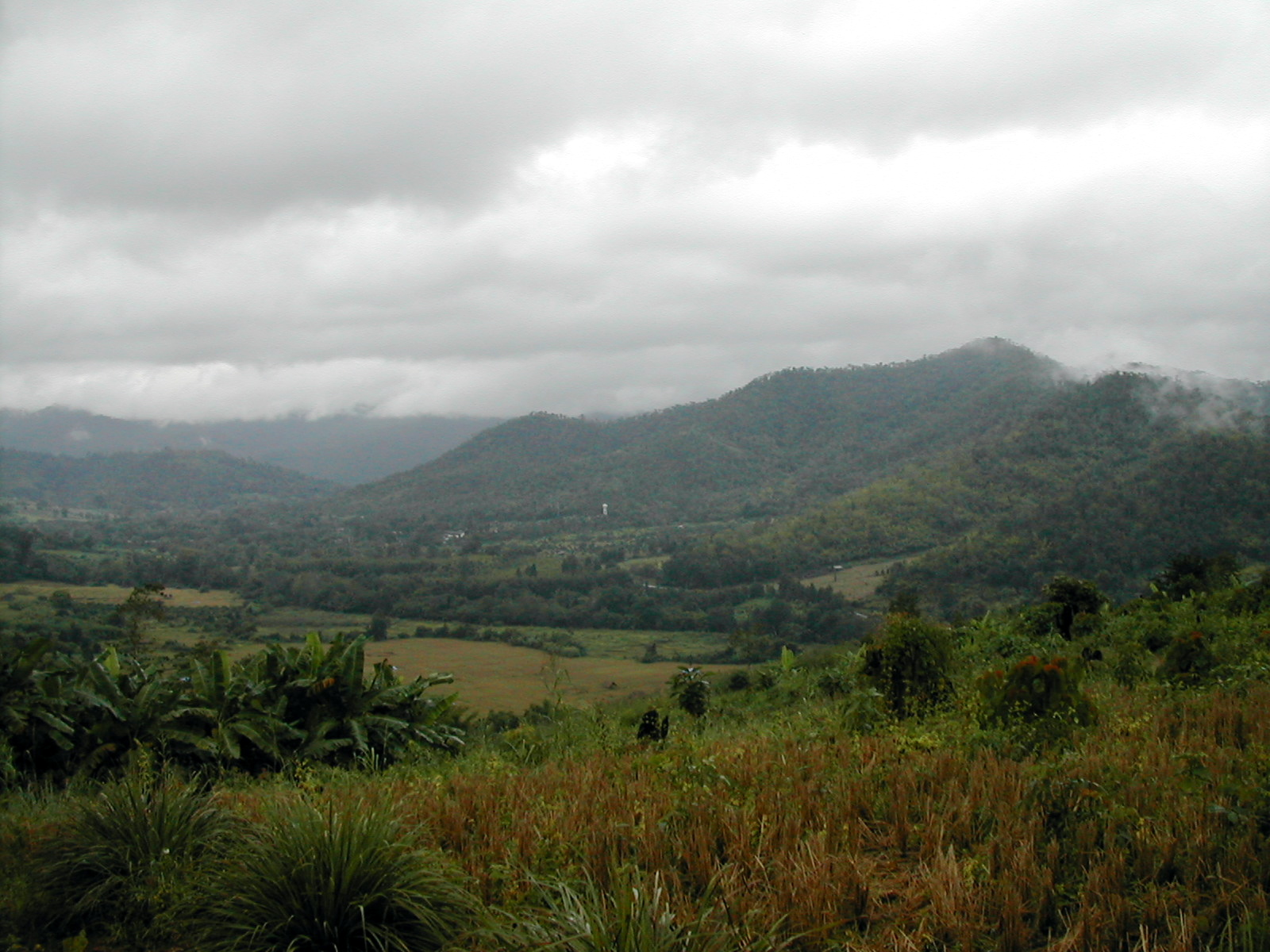
Landschaft in Nordthailand

Der Norden Thailands ist durch mehrere Gebirgssysteme geprägt: das Daen Lao Gebirge im nördlichen, das Thanon Thong Chai Gebirge im westlichen und das Phi Pan Nam-Gebirge sowie die Luang Prabang-Bergkette im östlichen Teil. Der höchste Berg Thailands Doi Inthanon befindet sich ebenfalls in der Region. Aufgrund der größeren Höhe sind die Temperaturen meist deutlich niedriger als in Zentralthailand, auf den Bergen kann es im Winter sogar zu Nachtfrösten kommen.
Die wichtigsten Flüsse sind Mae Nam Yom, Mae Nam Ping, Mae Nam Wang und Mae Nam Nan.

## Geschichte
Die Geschichte des eigentlichen Nordthailands ist im Wesentlichen die des Königreichs Lan Na. Es wurde im 13. Jahrhundert gegründet und erlebte seine Blütezeit im 15. Jahrhundert. In den späteren Jahrhunderten war die Region häufiger Kriegsschauplatz zwischen dem siamesischen und dem birmanischen Reich, manche der Städte wurden dabei komplett entvölkert. Erst nach dem Fall Ayutthayas und dem Wiederaufstieg Siams unter König Taksin wurde Lan Na ab 1774 dauerhaft als Vasall des Königs in Bangkok zu Tribut verpflichtet.
Unter dem Eindruck der Kolonisierung weiter Teile Südostasiens wurde das heutige Nordthailand in der zweiten Hälfte des 19. Jahrhunderts immer stärker an Bangkok gebunden. Mit den Reformen von Prinz Damrong Rajanubhab wurde es 1899 zunächst als Monthon Phayap und später dann als mehrere Provinzen in den thailändischen Zentralstaat integriert. Auch im 21. Jahrhundert gibt es aber noch messbare politische Unterschiede zwischen dieser Region sowie Zentral- und Südthailand: Der in Chiang Mai geborene ehemalige Ministerpräsident Thaksin Shinawatra und seine Parteien haben hier traditionell die höchsten Unterstützungsraten. Im Referendum wurde die unter der Ägide des Militärs ausgearbeitete Verfassung von 2007 in den ehemals zu Lan Na gehörigen Provinzen mehrheitlich abgelehnt.
Eine andere Geschichte haben die näher an Zentralthailand gelegenen Provinzen des nördlichen Chao-Phraya-Beckens – der „untere Norden“. Hier lag im 13. bis 15. Jahrhunderts das Zentrum des Königreichs Sukhothai. Ab 1438 wurden sie in das zentralthailändische Königreich Ayutthaya integriert, behielten aber im Rahmen des feudalistischen Mandala-Modells eine gewisse Autonomie. Versuche des nördlich gelegenen Lan Na, seinen Einfluss auf dieses Gebiet auszudehnen, scheiterten. Infolgedessen ist die Kultur und Sprache hier stärker von der Zentralthailands geprägt.

## Bevölkerung, Sprache und Kultur

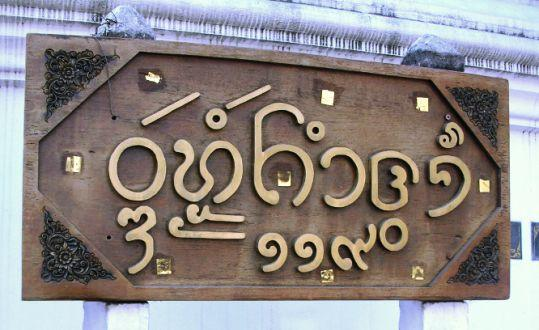
Schild mit Lanna-Schrift an einem Tempel in Chiang Mai

Die zur Gruppe der Tai-Völker gehörende Mehrheitsbevölkerung (80 %) Nordthailands wurde in der Vergangenheit als eigene Ethnie der (Tai) Yuan oder sogar als westliche Lao betrachtet, nicht aber als eigentliche Siamesen (alte Bezeichnung für Thai). Sie bezeichneten sich selbst als Khon Müang („Menschen unseres Müang“) und hatten ihre eigene Sprache, die nach dem nordthailändischen Königreich Lanna-Sprache genannt wird – die Tai Yuan selbst bezeichnen sie als Kam Müang („Sprache unseres Müang“). Diese wurde mit dem Lanna-Alphabet, auch Dhamma-Schrift genannt, geschrieben. Ab 1939 sollte ganz Thailand im Rahmen der nationalistischen Politik des Ministerpräsidenten Phibunsongkhram geeint und in ethnischer und kultureller Hinsicht vereinheitlicht werden (Thaiisierung). Von ethnischen und regionalen Unterschieden durfte nicht mehr gesprochen werden. Alle Thailänder (mit Ausnahme der als Minderheiten anerkannten Bergvölker) mussten als Thai (also nicht mehr Lao oder Yuan) bezeichnet werden. Auch in Nordthailand wurde die Verwendung des zentralthailändischen Dialekts forciert. Die Lanna-Schrift durfte nicht mehr verwendet werden.
Heute sprechen noch 6 Millionen Menschen in Nordthailand Kam Müang als Muttersprache. Fast alle können aber auch Standard-Thailändisch, das in Schulen gelehrt, in Zeitungen geschrieben und im Rundfunk gesprochen wird. Seit den 1990er-Jahren gibt es im Raum Chiang Mai wieder ethnisch-regionalistische Bestrebungen. Das äußerte sich besonders während der 700-Jahr-Feier Chiang Mais 1996, bei der einige Nordthailänder mit Stolz auf die viel ältere Geschichte ihrer „Hauptstadt“ gegenüber dem relativ jungen Bangkok sahen. Zu besonderen Anlässen kleiden sich manche Nordthailänderinnen, insbesondere der Mittel- und Oberschicht, bewusst im traditionellen Stil der Völker des Nordens. Gelegentlich werden Schilder mit Beschriftungen in Lanna-Schrift aufgestellt, um einen gewissen regionalen Charakter zu betonen. Regionale Traditionen werden auch kommerziell und touristisch verwertet.
Als anerkannte ethnische Minderheiten leben in Nordthailand verschiedene ethnische Gruppen, die als „Bergvölker“ zusammengefasst werden. Die wichtigsten darunter sind Karen, Lisu, Akha, Lahu, Mien (Yao) und Hmong. Die meisten von ihnen sind ab dem 19. Jahrhundert aus Südchina und Birma eingewandert. Etwa eine Million Menschen gehören diesen Völkern mit eigenen kulturellen Traditionen, Sprachen und Glaubensrichtungen an.

## Verwaltungsstruktur

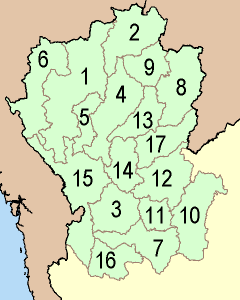
Karte der Nordprovinzen Thailands (Vier-Regionen-Modell)

Die Regionen Thailands sind keine Gebietskörperschaften, sondern sind lediglich zu geographischen, statistischen oder bestimmten administrativen Zwecken definiert. Nach dem Sechs-Regionen-Modell werden der Nordregion neun Provinzen, nach dem Vier-Regionen-System 17 Provinzen zugeordnet.
Die Tabelle links beinhaltet die Provinzen Nordthailands im engeren Sinne. Rechts sind die Provinzen, die zur weiteren Definition Nordthailands zählen, geographisch und kulturell aber zu Zentralthailand, beziehungsweise die Provinz Tak zu Westthailand.
| Name         | Name auf Thai | Nr. |
| ------------ | ------------- | --- |
| Chiang Mai   | เชียงใหม่       | 1   |
| Chiang Rai   | เชียงราย       | 2   |
| Lampang      | ลำปาง         | 4   |
| Lamphun      | ลำพูน          | 5   |
| Mae Hong Son | แม่ฮองสอน      | 6   |
| Nan          | น่าน           | 8   |
| Phayao       | พะเยา         | 9   |
| Phrae        | แพร่           | 13  |
| Uttaradit    | อุตรดิตถ์        | 17  |

| Name           | Name auf Thai | Nr. |
| -------------- | ------------- | --- |
| Kamphaeng Phet | กำแพงเพชร     | 3   |
| Nakhon Sawan   | นครสวรรค์      | 7   |
| Phetchabun     | เพชรบูรณ์       | 10  |
| Phichit        | พิจิตร          | 11  |
| Phitsanulok    | พิษณุโลก        | 12  |
| Sukhothai      | สุโขท้ย         | 14  |
| Tak            | ตาก           | 15  |
| Uthai Thani    | อุทัยธานี        | 16  |